# 折返式路線

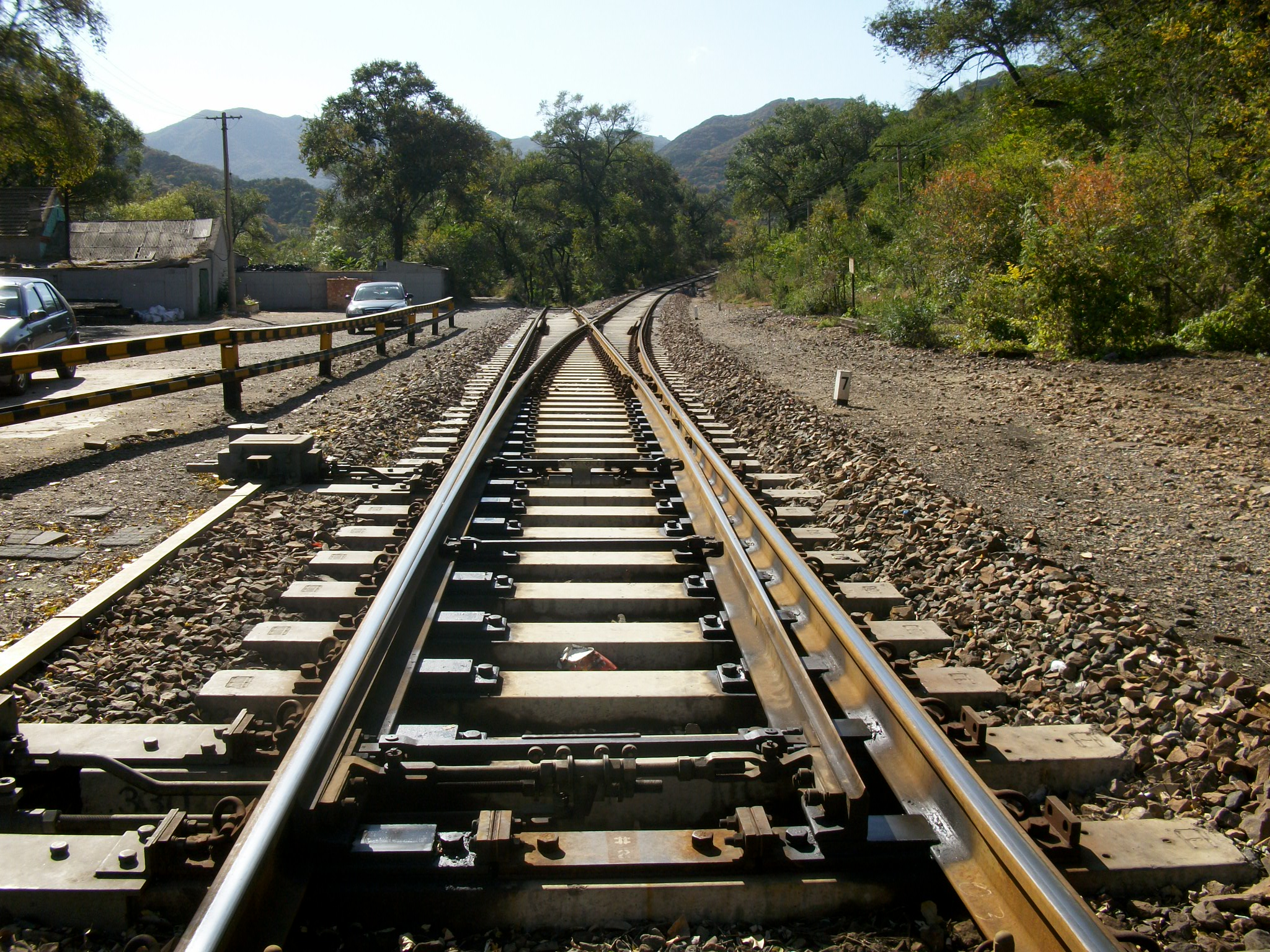
詹天佑在京张铁路青龙桥站修建的“人”字形铁路。

折返式路線（英語：Switchback），簡稱折返線，是路線上在坡度較大的地形以某方向進入一地點後再以反方向銳角折回，繼續前往下一地點，為登上丘陵、山地的方式之一。
另外，在公路的類似折返方式在短距離的區間行進時做反方向的急轉彎也可稱為折返式路線、之字形道路、亦稱為「髮夾彎」，目前折返式的稱呼在以該方式爬上丘陵、山地的鐵路路線及站場設施，公路則較少人如此稱呼。
在早期工程技術及火車性能不高的情況，為通過丘陵或山區，折返式路線是增快建設速度並相對的以較經濟的費用完成之方式，目前長隧道工程普遍且火車性能提升的情況下，為增加路線容量、避免列車耗費時間折返運行，此類型鐵道路線漸趨式微。
在人行步道設施中，類似折返式的設施是樓梯。

## 語源
折返式的英語語源來自 zigzag （之字形、Ｚ字形）和 hairpin turn 或 hairpin bend （急轉彎）的意思，在美語稱為 switchback（Z形路線），但  switchback 在英語意指上下起伏的雲霄飛車之意。
無論何種解釋， 折返式的解釋以行為來說意指「水平或垂直方向以之字形前進的動作」。在日本鐵路用語也指「在爬上山丘時需要以後退行進的駕駛方式」的意思，而運行中的列車到終點站後乘務改變進行方向則不能用此意。
「之」字形線路亦有人稱呼為「人」字形。

## 優點
翻山越嶺的隧道施工除了建設工期長之外，成本亦高，若以折返式路線在不增加路線坡度的情況下能夠以較短工期與較低建設成本取得優勢，因此以長期來說在路線容量不高的路線中使用是較實用的方式。

## 缺點
但是缺點在於列車編組長度受到折返路線有效長度限制，以機車頭牽引編組之列車若是無法掉頭時需以推進方式行進而增加運轉危險性，現行以推拉式、聯控式或動力分散式解決。同時掉頭或調車的時間造成行車時間延長。

## 折返式車站

### 分類

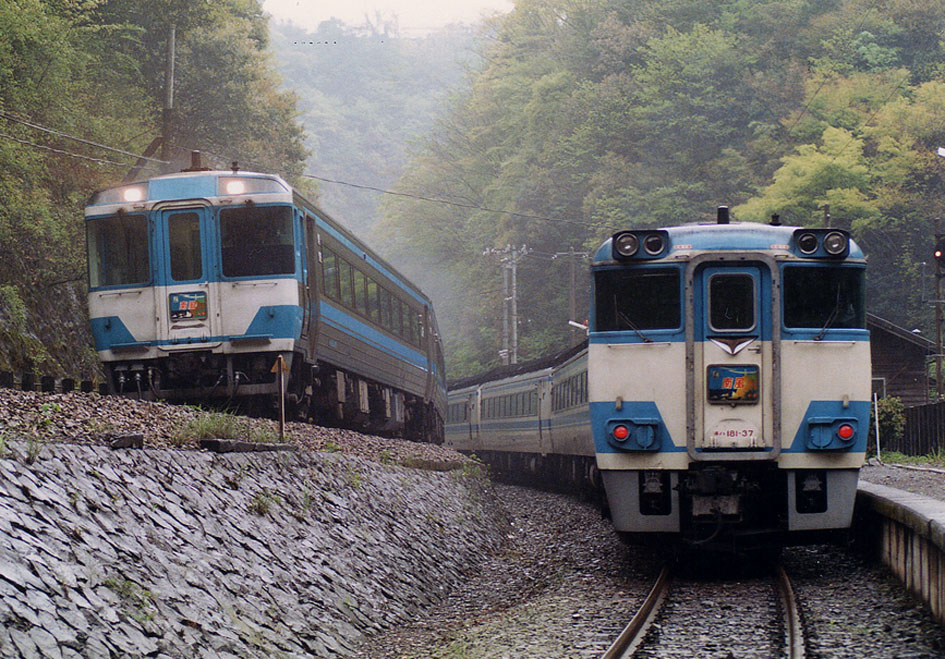
待避中列車停於折返式鐵路（右），使來向的列車通行（左）。

在鐵道的廣義看法，在起站至終站間的列車在某車站或號誌站需要改變列車的行進方向的駕駛行為和站場設施。
而狹義的觀點，折返式鐵道只能用在以下分類：
1. 為了減緩線路坡度，正線的列車行進方向折返，且表定通過列車不得不在站場停車。
2. 為了在中途斜坡地形設置車站，並從正線分支出副線並設立無坡度的水平站場，列車行進方向折返僅在於站場内，且表定通過列車不得不在站場停車。
3. 為了在中途斜坡地形設置車站，並從正線分支出副線並設立無坡度的水平站場，列車行進方向折返僅在於站場内，且表定通過列車可直接通過。
4. 坡度、曲率、地形等原因，為了股道、月台有效長度而設置的折返設施。
5. 跟地形無關，純粹是鐵道建設時路線、站場配置等因素形成的折返。

早年為了克服坡度問題及列車性能而有這些設計（不含第四、五項），而第三項以現今列車性能提昇以及路線雙軌化的因素，這些折返設施存在的意義逐漸淡薄，在站場結構、列車編組、人力運用的因素下逐漸停用、拆除。

### 類型
正線以之字形折返後進入折返式車站

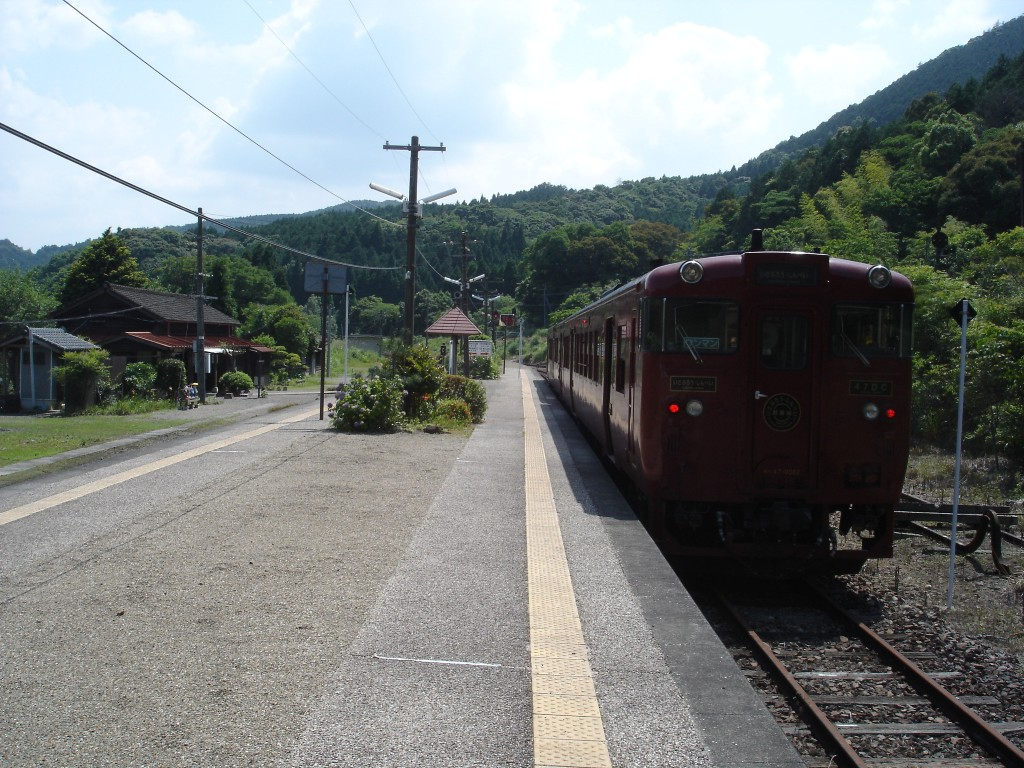
在日本九州的真幸車站月台，一列列車即將折返離站。

進站前先以之字形折返後進入車站，於車站做折返後繼續往終點站行駛，因此也有於站場出發後隨即於正線上進行之字形折返，表定通過列車必須停車確認進路再行出發，日本肥薩線大畑站和真幸站為此類型。
正線進入站場結構股道的折返式車站
正線於折返線的位置設立車站，進入站場車輛直接進入站内的到開線，發車時调頭開出，表定通過列車必須停車確認進路再行出發，中国大陆唯一一个此类一等车站为国铁重庆站，最著名的是京张铁路上的青龙桥站（以及后来修建的青龙桥西站）。臺灣阿里山線第一分道、阿里山站為此類型。
正線經過站場結構股道的折返式車站
進入站場車輛需轉入站内的到開線、發車時先退至拖上線後再轉回正線開出，表定未停靠列車在非交會情況可直接通過，臺灣內灣線合興站及宜蘭線牡丹車站在有辦理貨運的時期為此類型。
正線橫過站場結構股道的折返式車站
進入站場車輛需轉入站内的到開線，發車時橫渡正線退至拖上線後再轉回正線開出，表定未停靠列車在非交會情況可直接通過，阿里山線樟腦寮站為此類型。
因列車編組長大而形成的折返式車站
因為列車編組關係造成月台有效長度大於到開股道有效長度，而形成列車出發前要先後推至道岔前再開出，日本黑部峽谷鐵道本線鐘釣車站為此類型。
作為列車終點站而形成的折返式車站
在歐洲常見的車站類型，一般設置於大型終點站並使用港灣式月台形式，此類型車站較無法認定屬於折返式的類型，但若本站非列車終點站則勢必折返開出。例如JR東日本磐越西線的會津若松站。
因行程中必須變更方向之折返式車站
列車行駛至終點前需由幹線轉幹線或支線時，因行進方向不同而做折返，在分歧站常見。
例如：秋田新幹線的大站；早期南迴線列車開往台東舊站的班次須從臺東新站折返開出；蘇澳往基隆的區間車須在七堵做折返

## 另見
- 展線